# Бугульминский уезд
Бугу́льминский уезд — административно-территориальная единица в Российской империи и РСФСР, существовавшая в 1781—1920 годах. Уездный город — Бугульма.

## Географическое положение

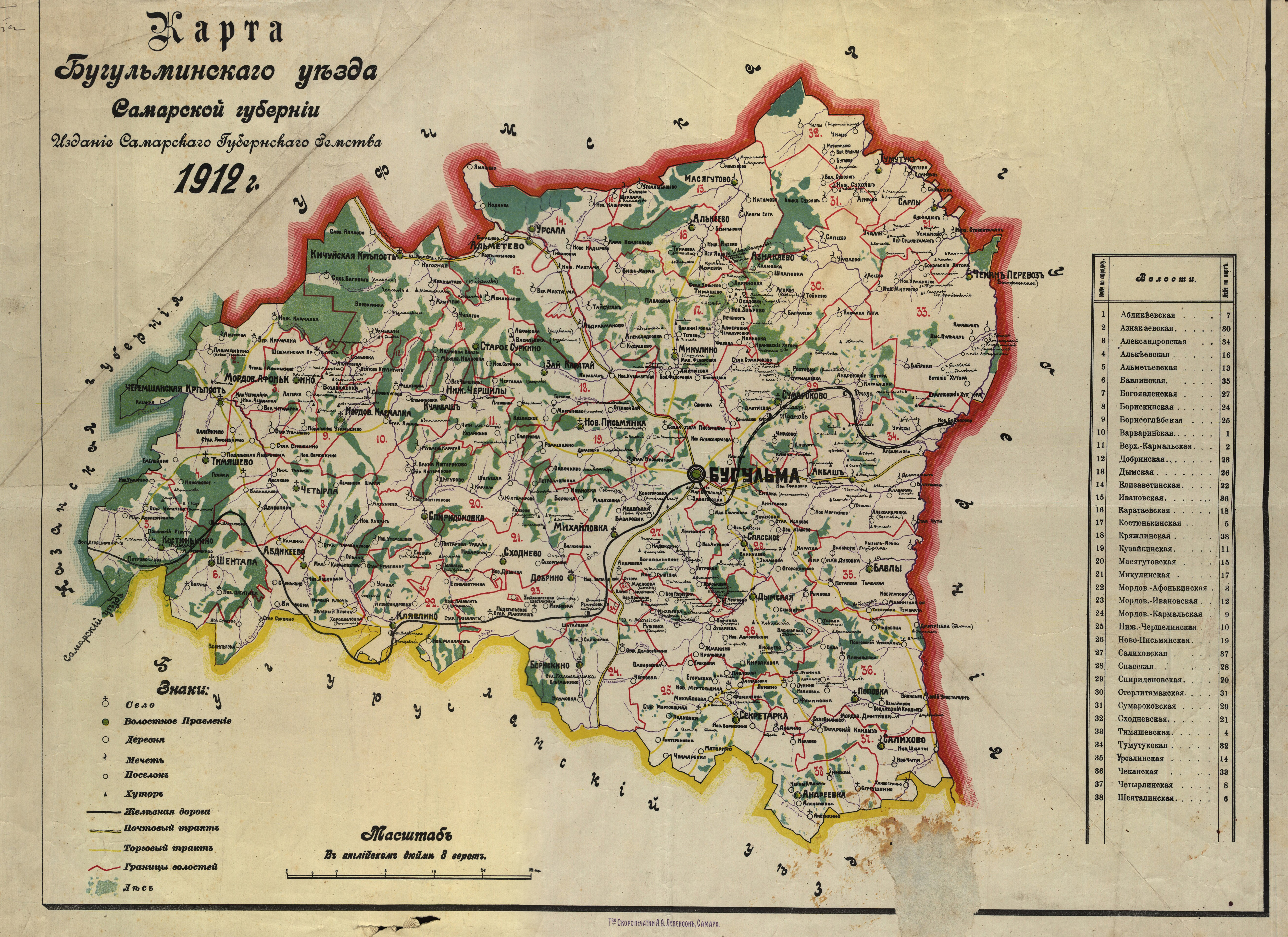
Карта Бугульминского уезда на 1912 год

Уезд располагался на северо-востоке Самарской губернии, граничил с Чистопольским уездом Казанской губернии и Мензелинским и Белебеевским уездами Уфимской губернии. Площадь уезда составляла в 1897 году 10 803,1 верст² (12 294 км²)

## История
Согласно Станиславу Недобежкину первое упоминание о Бугульме относится к 1521 г. С переселением пахотных солдат и переселенцев формируется Бугульминская слобода в 1736 г. Уезд образован в 1781 году в составе Уфимской области Уфимского наместничества в результате реформы Екатерины Великой, с центром в Бугульме.
С 1796 года уезд в составе Оренбургской губернии.

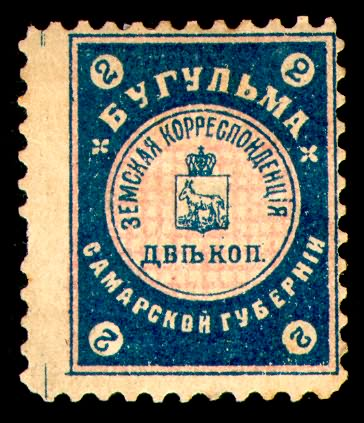
Земская марка Бугульминский уезд № 13 (1901 г.)

В 1851 году уезд передан в состав вновь образованной Самарской губернии.                                                                                                                                          
14 августа 1920 года Бугульминский уезд был упразднен. При этом город Бугульма, Азнакаевская, Алькеевская, Альметьевская, Бавлинская, Богоявленская, Варваринская, Каратаевская, Кузайкинская, Мосягутовская, Микулинская, Мордовско-Афонькинская, Мордовско-Ивановская, Мордовско-Кармальская, Нижне-Чершилинская, Ново-Письмянская, Поповская, Салиховская, Спасская, Спиридоновская, Стерлитамакская, Сумароковская, Тумутуковская, Урсалинская, Чеканская и Черемшанская волости были переданы в Бугульминский кантон в составе Татарской АССР, а Абдикеевская, Борискинская, Борисоглебская, Добринская, Дымская, Елизаветинская, Костюнкинская, Кряжлинская, Сходневская, Тимяшевская, Четырлинская и Шенталинская волости — в Бугурусланский уезд.

## Население
| Год  | Численность | Численность |
| ---- | ----------- | ----------- |
| 1890 | 267 048     | [ 3 ]       |
| 1897 | 299 884     | [ 4 ]       |
| 1910 | 375 727     | [ 5 ]       |

По данным переписи 1897 года в уезде проживало 299 884 чел. В том числе русские — 95036, татары — 62406, тептяри — 43568, мордва — 37498, башкиры — 29647, чуваши — 25406. В Бугульме проживало 7 581 чел.

## Административное деление
В 1913 году в уезде было 4 стана и 38 волостей:
| - Абдикеевская волость — д. Абдикеева, - Азнакаевская волость — д. Азнакаево, - Александровская волость — д. Акбаш, - Алькеевская волость — д. Алькеево, - Альметьевская волость — д. Альметьева, - Бавлинская волость — д. Бавла, - Богоявленская волость — с. Сула (Богоявленское), - Борискинская волость — с. Борискино, - Борисоглебская волость — с. Секретарка, - Варваринская волость — с. Кичуй, | - Верхне-Кармальская волость — сл. Черемшанская крепость, - Добринская волость — с. Добрино, - Дымская волость — д. Дымская, - Елизаветинская волость — д. Клявлино, - Ивановская волость — с. Алексеевка, с. Поповка, - Каратаевская волость — д. Зай-Каратай, - Костюнькинская волость — д. Костюнькино, - Кряжлинская волость — д. Кряжлы, - Кузайкинская волость — д. Кузайкино, - Масягутовская волость — д. Масягутово, | - Микулинская волость — д. Микулино, - Мордовско-Афонькинская волость — д. Мордовское Афонькино, - Мордовско-Ивановская волость — д. Старо-Суркино, - Мордовско-Кармальская волость — д. Мордовская Кармалка, - Нижне-Чиршилинская волость — д. Нижние Чиршилы, - Ново-Письмянская волость — с. Новая Письмянка, - Салиховская волость — д. Салихово, - Спасская волость — с. Спасское (Вознесенское), - Спиридоновская волость — с. Спиридоновка, - Стерлитамакская волость — д. Сарлы, | - Сумароковская волость — с. Сумароково, - Сходневская волость — с. Сходнево, - Тимяшевская волость — с. Тимяшево, - Тумутуковская волость — д. Тумутук, - Урсалинская волость — д. Ново-Надырово, - Чеканская волость — с. Чекан (Анновка), - Четырлинская волость — д. Четырла, - Шенталинская волость — с. Шентала. |